# Karen Aardal

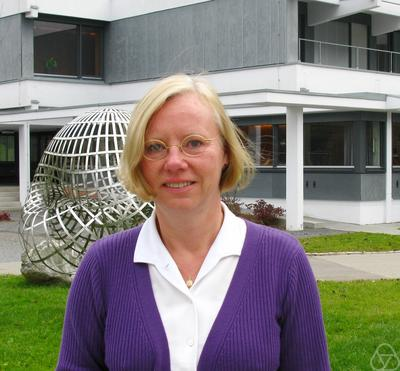
Aardal bij het instituut Oberwolfach in 2011

Karen Aardal (1961) is wiskundige, theoretisch informaticus en operationeel onderzoeker. Haar onderzoek omvat combinatorische optimalisatie, integer-programmering, benaderingsalgoritmen en locatie-analyse. Een toepassing van haar werk is het stationeren van hulpvoertuigen (zoals traumahelikopters) op locaties teneinde de reactietijd te optimaliseren. Ze is hoogleraar aan het Delft Institute of Applied Mathematics aan de TU Delft, en was voorzitter van de Mathematical Optimization Society in de periode 2016–2019.

## Opleiding en carrière
Aardal komt oorspronkelijk uit Noorwegen. Ze behaalde een master in engineering aan de Universiteit van Linköping. In 1992 promoveerde ze aan de Université catholique de Louvain in België. Bij het schrijven van haar proefschrift, On the Solution of One and Two-Level Capacitated Facility Location Problems by the Cutting Plane Approach, werd zij begeleid door Laurence Wolsey. Haar proefschrift won de tweede plaats in de SOLA Dissertation Award. Na diverse aanstellingen aan andere universiteiten werd zij universitair hoofddocent aan de Universiteit Utrecht. Vervolgens werd zij associated professor aan het Georgia Institute of Technology. Zij bleef daar van 2002 tot 2004.
Aardal was van 2004 tot 2008 senior onderzoeker bij het Centrum Wiskunde & Informatica in Amsterdam. Zij maakte daar algoritmen voor betere locaties voor voorzieningen zoals banken of elektriciteitscentrales.
Tussen 2005 en 2008 was ze ook verbonden aan de Technische Universiteit Eindhoven als part-time hoogleraar. Daar werkte ze aan optimalisatie van de verschillende standaarden die telecombedrijven naast elkaar gebruikten, GSM, UMTS en Wi-Fi.
In 2008 verhuisde ze naar Delft. Zij werd daar hoogleraar en hoofd van de groep Optimization and Systems Theory. Hier ging zij haar optimalisaties onder andere toepassen op traumahelikopters. Uit haar optimalisaties bleek dat vier optimaal geplaatste helikopters voldoende zouden zijn om in Noorwegen 90% van de ongevallen te bereiken binnen 45 minuten. Om iedereen te bereiken zouden in Noorwegen op negen locaties traumahelikopters nodig zijn. Zij vervolgde dit onderzoek aan "gewone" ambulances in Nederland en werkt ook aan algoritmes voor de productieplanning in de halfgeleiderindustrie.
Aardal was betrokken bij diverse wetenschappelijke tijdschriften op haar vakgebied. Sinds 2013 is zij editor van het EURO Journal on Computational Optimization.
In 2019 werd ze gekozen tot Fellow van het Institute for Operations Research and the Management Sciences (INFORMS). 
Aardal ontving in 2025 een Koninklijke Onderscheiding, ze werd benoemd tot Ridder in de Orde van de Nederlandse Leeuw.

## Privé
Aardal is getrouwd met de wiskundige Jan Karel Lenstra en heeft twee kinderen.
- CiNii: DA12271559
- DBLP: 54/260
- Gemeinsame Normdatei: 122921682
- International Standard Name Identifier: 0000 0004 4457 4065
- Library of Congress Control Number: no99041867
- Mathematics Genealogy Project: 84305
- NARCIS: PRS1248492
- Nationale Bibliotheek van Tsjechië: xx0034620
- Nationale Bibliotheek van Israël: 987007440073005171
- Nederlandse Thesaurus van Auteursnamen: 11017738X
- ORCID: 0000-0001-5974-6219
- Système universitaire de documentation: 097087599
- Virtual International Authority File: 55042130
- WorldCat: E39PBJt3WxyM3YytH77JyRPmh3